# Gmina Prudník
Gmina Prudník (polsky Gmina Prudnik) je městsko-vesnická gmina (obec) v polském okrese Prudník v Opolském vojvodství. Sídlem gminy je stejnojmenné město Prudník.
Gmina má rozlohu 122,13 km² a v roce 2018 zde žilo 27310 osob.

## Geografie
Část gminy leží v Opavské pahorkatině náležející ke Slezské nížině. Jižní část gminy se nachází ve Zlatohorské vrchovině, která náleží k Jesenické oblasti.
Na území gminy Prudník pramení řeky Prudník, Zlatý potok, Ścinawa Niemodlińska, Meszna, Biała, Hranični potok, Trzebinka, Zamecki Potok, Pavlovický potok.

## Demografie
30. červen 2004 (GUS)
| Popis                         | Celkem | Celkem | Ženy   | Ženy  | Muži   | Muži  |
| ----------------------------- | ------ | ------ | ------ | ----- | ------ | ----- |
| jednotka                      | osob   | %      | osob   | %     | osob   | %     |
| populace                      | 29 748 | 100    | 15 547 | 52,3  | 14 201 | 47,7  |
| hustota zalidnění (obyv./km²) | 243,6  | 243,6  | 127,3  | 127,3 | 116,3  | 116,3 |

## Starostenství
- 10 sołectw (starostenství): Czyżowice, Dubovec, Łąka Prudnicka, Mieszkowice, Moszczanka, Niemysłowice, Piorunkowice, Rudziczka, Szybowice, Wierzbiec
- 9 przysiołků (osad): Bombreit, Chocim, Gajówka, Moszczanka-Kolonia, Osiedle, Siemków, Spalony Dwór, Trzebieszów, Wieszczyna, Włóczno, Włókna, Zimne Kąty
- 4 části města: Górka, Kolonia Karola Miarki, Lipno, Młyn Czyżyka

## Sousední gminy a obce
Gmina Prudník hraničí s polskými gminami Biała, Hlucholazy, Korfantów, Lubrza, Nisa a s českými obcemi Jindřichov, Arnultovice.